# Крикливець
Крикли́вець — село в Україні, у Крижопільській селищній громаді Тульчинського району Вінницької області, адміністративний центр Крикливецького старостинського округу. До 2020 року село входило до складу Крижопільського району Вінницької області та було центром Крикливецької сільської ради. За даними на 2024 рік, населення села становило 801 житель.
Теперішнє село Крикливець складається з двох колишніх сіл — Волосо-Крикливець (нині західна частина села) та Русо-Крикливець (нині східна частина села), що були об'єднані в 1957 році. Село Крикливець має село-«супутник» — Іллівку, що знаходиться на відстані 3 км від Крикливця, ближче до Крижополя.
У період входження до складу Речі Посполитої Крикливець був частиною Брацлавського воєводства. Після другого поділу Речі Посполитої село впродовж 19 століття входило до Ольгопільського повіту Подільської губернії. В Українській РСР село належало до Крижопільського району, що перебував у складі спочатку Тульчинської округи та згодом Вінницької області. Під час Другої світової війни село було включено до румунської зони окупації з тимчасовою румунською цивільною управою — губернаторства Трансністрія.

## Географія і топологія
Станом на 2024 рік село займало площу 2,84 км² (284 га). Крикливець був розташований у південно-східній частині колишнього Крижопільського району (раніше — Ольгопільського повіту). Село поділяється на такі частини: Кордонівка, Буківка, Бабіївка, Клопотовщина, Пляц, Глинища, Горбок, Новоселиця, Ланок, Золота Гора, Ковалівка. Через село протікає струмок, що бере початок із Лісового озера в Чорному лісі, підсиленого джерелами з-під гір.

### Ставки
У центрі Русо-Крикливця та Волосо-Крикливця знаходяться невеликі ставки, які були очищені та оновлені у 1992—1995 роках. Є ставок за селом у напрямку до села Павлівка, яке було забудоване в 1960 році. Живлення ставків забезпечується дощово-сніговими водами, що підсилюються підґрунтовими водами та джерелами, яких багато в долинах. Згідно з місцевою приказкою, «де не копни ямку на долині — буде вода; забий сухий вербовий кілок — виросте верба».

### Ліси та гори
Село з усіх боків оточене лісами, що мають свої назви — Колгоспні, Малаїха, Мартинівка, Лиса Гора, Парок; державний лісфонд — Журавель, Чорний, Тороканиха, Легойдина, Довжок. Усі ліси — мішані. Між горами — Бабина гора, Балки, Грабова балка, Верестунів лісок, Драпачиха, Дохна — колись протікала повноводна річка Дохна, яка тепер перетворилася на маленький струмок, що часто пересихає влітку. Річка брала початок із лісового озера Крижанівський ставок та підсилювалася джерелами й дощово-сніговими водами.

### Вулиці та сади
Хати села, за винятком Ланка та Новоселиці, утворюють звивисті вулиці, які історично рідко мали назви та переважно називалися за прізвищем близького господаря: Фатова, Комарова, Голиченкова, Громикова. У садах переважно вирощують сливи, горіхи, яблуні, черешні, вишні, абрикоси та шовковицю. Рідше зустрічаються кизил (тут його називають дерен), обліпиха та інші. Луги та лісові поляни багаті на лікарські рослини.

### Історичний опис
У виданні «Парафії та церкви Подільської єпархії» 1901 року подано такий географічний опис сіл Волосько-Крикливець та Русо-Крикливець:
|  | Волосько-Крикливець с., з приписним селом Ілієве-Поле, розташоване за 8 верст від ст. «Крижопіль» (пошт. ст.); розташоване на двох пологих пагорбах, розділених колись річкою та ставком; зараз річка висохла, і на її місці тече ледь помітний струмок. Ілієве-Поле лежить за три версти на захід від В.-Крикливця; розташоване на рівнині, східна та північна сторони якої сходяться в улоговину. Клімат села, оточеного з трьох сторін лісами та багатого садами, був би дуже сприятливим для здоров'я, якби не було великої кількості підземних вод, які спричиняють значний відсоток легеневих захворювань серед населення. Ґрунт — суглинистий. Русо-Крикливець с. — розташоване на горбистій місцевості за 10 верст від залізничної станції «Крижопіль». Кліматичні умови села, хоча й оточеного з усіх боків лісами, не зовсім сприятливі для здоров'я через відсутність хорошої питної води. Ґрунт — суглинистий, але родючий. Оригінальний текст (рос. дореф.) [Волоско-Крикливецъ с., съ приписною деревнею Ильево-Поле, отстоитъ отъ ст. «Крыжополь» (почт. ст.) въ 8 вер.; расположено на двухъ отлогихъ буграхъ, раздѣлявшихся нѣкогда рѣкой и прудомъ; въ настоящее врѣмя рѣка высохла и на мѣстѣ ея течетъ едва замѣтный ручеекъ. Ильево-Поле лежитъ въ трехъ верстахъ на западъ отъ В.-Крикливца; расположено на равнинѣ, восточная и сѣверная стороны которой сходятъ въ котловину. Климатъ села, окруженнаго съ трёхъ сторонъ лѣсами и изобилующаго садами, былъ бы весьма благопріятенъ для здоровья, еслибы не обиліе подпочвенныхъ водъ, развивающихъ срѣди населенія значительный процентъ легочныхъ заболѣваний. Почва — суглинистая. Руссо-Крикливецъ с. — расположено на холмистой мѣстности въ 10 в. отъ ж.-д. станціи «Крыжополь». Климатическія условія села, хотя и окруженнаго со всѣхъ сторонъ лѣсами, не вполнѣ благопріятны для здоровья, благодаря отсутствію хорошей воды для питья. Почва — суглинистая, но плодородная.] Помилка: {{Lang}}: текст вже має курсивний шрифт (допомога) |

## Назва

### НазваКрикливець
За однією з версій, назва Крикливець походить від практики сповіщення про наближення небезпеки криком. Згідно з переказами, село часто зазнавало нападів кочовиків-татар, які грабували місцевих жителів. Унаслідок цього за селом на горбах стояли вартові, що спостерігали за шляхами. Коли наближалися татари, вартові бралися за зброю і давали відсіч нападникам. Про наближення небезпеки вони сповіщали криком, що могло стати причиною виникнення назви села Крикливець.
Як свідчать наведені нижче свідчення, у пам'яті місцевих жителів збереглися також інші версії походження назви села:

### Додаткові назви
За однією з версій, приставочні назви Русо- і Волосо- виникли внаслідок того, що Русо-Крикливець населяли здебільшого українці (русини), а Волосо-Крикливець — молдовани (волохи), які переселилися із сусідньої Бессарабії. Такі прикметникові означення додавалися до назви у випадку поділу села щодо феодальних повинностей: за волоським правом та за руським правом. Русо-Крикливець (Руський Крикливець) також був відомий як Старий Крикливець або Великий Крикливець, а Волосо-Крикливець (або Волосько-Крикливець, Волоський Крикливець) — також як Новий Крикливець або Малий Крикливець.
У червні 1946 року село Волосько-Крикливець отримало назву Крикливець і Волосько-Крикливецьку сільську раду названо Крикливецькою, а село Русо-Крикливець отримало назву Крикливець Другий і Русо-Крикливецьку сільську раду названо Крикливецькою Другою. У липні 1957 року село Крикливець-I та село Крикливець-II-й були об'єднані в один населений пункт — село Крикливець.

## Адміністративна належність
У результаті адміністративно-територіальної реформи в Україні у 2020 році Крикливець увійшов до Крижопільської селищної громади в складі Тульчинського району Вінницької області. У 2021 році в межах Крижопільської селищної громади було створено Крикливецький старостинський округ із центром у селі Крикливець.

### Історичні дані
- У Гетьманщині станом на 1648 рік Крикливець у складі Крикливецького куреня був частиною Олександрівської сотні Брацлавського полку[12].
- У Речі Посполитій Крикливець входив до складу Брацлавського воєводства. Зокрема, станом на 1754 рік Волосо-Крикливець належав до М'ястківського ключа Рашківської волості[13].
- У Російській імперії Крикливець входив до Піщанської волості Ольгопільського повіту Подільської губернії[14][15][16].
- 7 (20) листопада 1917 року, відповідно до Третього Універсалу Української Центральної Ради, увійшло до складу Української Народної Республіки[17].
- В Українській СРР села Волосо-Крикливець та Русо-Крикливець увійшли до Крижопільського району[18], створеного в 1923 році зі встановленням нового адміністративно-територіального поділу Поділля. Крижопільський район з 1923 до 1930 року входив до Тульчинської округи, у червні 1930 року був приєднаний до Вінницької округи, у вересні того ж року переведений у пряме підпорядкування Української СРР та з 1932 року включений до складу новоствореної Вінницької області[19].
- Під час румунської окупації (1941—1944) Волосо-Крикливець та Русо-Крикливець у складі Крижопільського району були віднесені до Жугастрівського повіту губернаторства Трансністрія[20], що знаходилося під тимчасовою румунською цивільною управою.
- Станом на 1946 рік села Волосо-Крикливець та Русо-Крикливець залишалися в складі Крижопільського району Вінницької області[21]. В 1957 році два села були адміністративно об'єднані в один населений пункт — село Крикливець Крижопільського району Вінницької області[22]. Село було центром Крикливецької сільської ради[23].

## Історія

### Археологічні пам'ятки
В околицях села Крикливець виявлено два поселення черняхівської культури 3—4 століть нашої ери. Відкриті у 2003 році археологом М. В. Потупчиком, ці поселення включені до переліку пам'яток археології місцевого значення Вінницької області.
На південний схід від села розташоване городище 9—13 століття, що є об'єктом культурної спадщини національного значення. Городище вперше описане Юхимом Сіцінським у 1901 році; за його описом, це було кругле городище діаметром у 20 сажнів, оточене валом висотою до 4 сажнів і ровом. За паспортною інформацією 1980 року, городище знаходиться у 2 км на південний схід від села в урочищі Замчище та розташоване на високому мисі, що круто обривається в яр. З напільного боку знаходиться вал висотою до 3 м, глибина рову до 3 м. Вал має довжину 40 м та своїми кінцями заходить у яр, насипаний із глини. Територія городища опускається в бік яру. Найбільші розміри городища — 44×24 м. Культурний шар слабонасичений; зрідка зустрічаються обмазка, камінці, фрагменти гончарної кераміки. Товщина культурного шару становить 10—20 см.

### Заснування

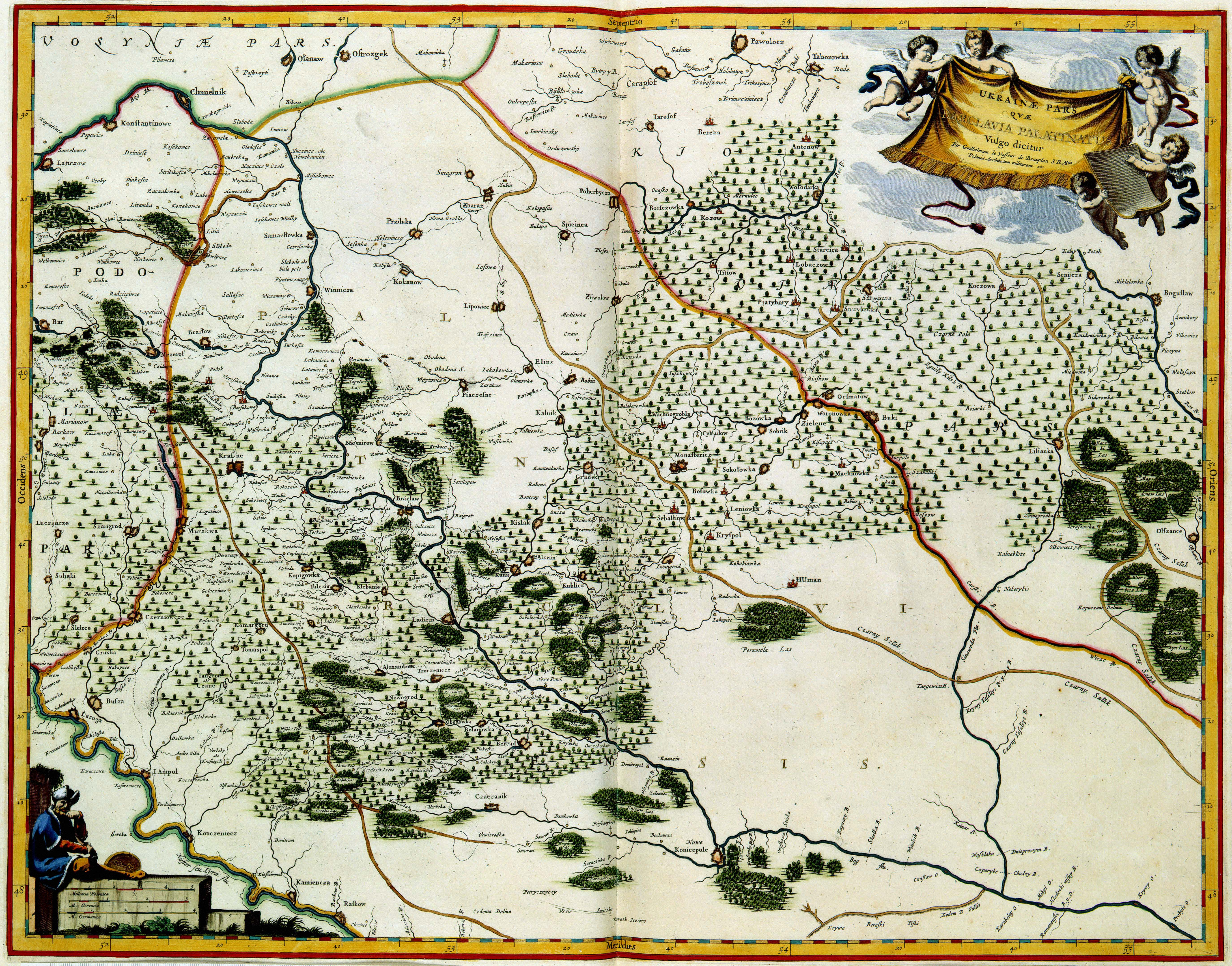
Карта Брацлавського воєводства 17 століття, створена Гійомом Левассером де Бопланом. На місці околиць теперішнього Крикливця позначено Okena Pole та Krielowo Izero (у лівій нижній частині карти).

Час виникнення поселення невідомий. За однією з версій, виникнення села можна віднести до початку 15 століття. Зокрема, в історичному нарисі 1898 року зазначалось, що Русо-Крикливець є давнішим, ніж Волосо-Крикливець, й офіційна назва сіл сягає початку 15 століття. За переказами, перші оселі були побудовані серед лісу, близько коло води, втікачами-кріпаками.
На карті Брацлавського воєводства, створеній Гійомом Левассером де Бопланом у середині 17 століття, в околицях сучасного Крикливця позначено Okena Pole (Oken[a] Pole) та Krielowo Izero (K[r]iolowo Izero). У діаріуші Станіслава Освенціма за 1643 рік на місці теперішнього Крикливця згадується урочище і слобідка Крикливе. Далі село згадується у Вінницькій ґродській книзі 1645 року, у присяжних списках 1654 року (як Криклівське) та в списку маєтків Станіслава Конецпольського, складеному у 1676—1679 роках.

### Хмельниччина
До 1648 року Крикливець входив до складу Брацлавського воєводства Польського королівства. Під час Великого повстання 1648 року Крикливець увійшов до української держави в складі Олександрівської сотні Брацлавського полку. Тут було створено Крикливецький курінь, отаманом якого в 1649 році був Северин Мормуленко. Унаслідок Білоцерківської україно-польської угоди 1651 року Крикливець разом з усім Брацлавським полком відійшов до Польського королівства, але 1652 року всі ці землі були знову повернені до складу української держави. Після припинення існування української держави, Крикливець разом з іншими поселеннями колишнього Брацлавського полку на підставі Журавненської польсько-турецької угоди 1676 року увійшов до складу Турецького цісарства.

### У складі Речі Посполитої
Крикливець згадується в документі (ерекції-презенті) 1754 року, коли князь Юзеф (Йозеф) Любомирський, підстолій Великого князівства Литовського, вирішив заснувати у своєму маєтку Волоський Крикливець парафіяльну церкву на честь Пресвятої Діви Марії. Любомирський надав церкві та її священникам поле в трьох змінах на 15 днів, сінокіс на 20 косарів, право на створення ставу та звільнив їх від усіх повинностей, і звернувся до єпископа Пилипа Володковича з проханням призначити священником цієї церкви Стефана Поповицького.
У 1779 році Крикливець згадується в актах Брацлавської консисторії у зв'язку з тим, що інстигатор (прокурор) духовних судів на суді у Вінниці звинуватив крикливецького пароха Стефана Левицького в частому відвідуванні шинків, пияцтві, вимаганні треб із парафіян, яких, за його словами, священник бив і кровив; крім того, у невиконанні пастирських обов'язків та привласненні церковних доходів для власних потреб. Відповідач визнав себе винним лише в одному: що раз ударив палицею колишнього крикливецького дяка Івана Кунашевського, а все інше заперечував. Суддя визнав за необхідне провести інквізицію на місці і призначив комісаром чечельницького декана Федора Новогребельського, доручивши йому обрати собі товариша.

### У складі Російської імперії
У 1831 році поміщик Карл Березовський (Бжозовський) привласнив 30 десятин церковної землі, що належали крикливецькій парафії. Священник подав позов, але зрештою був усунутий із посади та позбавлений права на богослужіння. За переказом Никандра Михневича, у жовтні 1834 року в Крикливці стався напад розбійників на місцевого священника Іоанна Добржанського: п'ятеро нападників увірвалися до будинку священника, де він разом із сім'єю приймав бідних парафіян після храмового свята, побили його, вимагаючи гроші, та пограбували церкву. Розбійників згодом було затримано та засуджено до покарання.
Після ухвалення селянської реформи 1861 року, селяни Крикливця доєдналися до виступу селян містечка Жабокрич, які у квітні відмовилися від виконання панщини в поміщика Зенона Бжозовського, і великою групою вирушили до Жабокрича. Виступ поширився на сусідні села, такі як Тернівка, Зеленянка, Соколівка, Павлівка, Китайгород, Попелюхи, Торканівка, а згодом і на інші населені пункти Ольгопільського, Брацлавського та Гайсинського повітів із сукупним населенням до 40 тисяч чоловік. Для придушення виступу були викликані солдати 1-го батальйону Мінського й 3-го батальйону Єлецького полків.
У 1865 році подільським єпископом Леонтієм було затверджено створення сільських опекунств (попечительств) у Волосо-Крикливці та Русо-Крикливці. У 1870 році за 8—10 верст від Крикливця було відкрито залізничну станцію Крижопіль, через яку розпочався рух поїздів на новозбудованій дільниці Жмеринка — Бірзула Києво-Балтської залізниці. У «Географічному словнику Королівства Польського» 1883 року подано такий опис сіл Малий і Великий Крикливець та Крикливецької Слободи (нині села Іллівка):
|  | Крикливець Малий і Великий Ольгопольського повіту, Піщанська волость, парафія Ободівська … має 900 мешканців, 266 [sic] десятин землі общинної, 1600 десятин належить поміщикам Собанським, нині Бжозовським. Церква Діви Марії має 32 десятини землі та 1093 парафіян. Малий Крикливець має 140 жилих приміщень, а Великий — 132. Раз у рік на Івана-Купала відбувається знаменитий сільський ярмарок. У Крикливецькій Слободі … проживає 142 чоловіки, є 365 десятин селянської землі та 1526 панської десятин землі, що належить Собанським (нині Бжозовським). Оригінальний текст (пол.) [Krzykliwiec, Mały i Wielki, wsie przyległe, pow. olhopolski, gm. Pieszczanka, par. Obodówka, nad rz. Torhanówka, niedaleko dr. żel. odeńsko-kijowskiej, między stac. Krzyżopol i Popieluchy; 900 mk., 2066 [sic] dzies. ziemi włośc., 1600 dzies. dwors. Należały do Sobańskich, dziś Brzozowskich. Cerkiew N. Maryi P. ma 32 dzies. ziemi i 1093 parafian. K. Mały 140 a K. Wielki 132 dm. Raz do roku słynny jarmark wiejski. Krzykliwiecka Słobódka al. Ilowe Pole, wś, pow. olhopolski, gm. Pieszczanka, par. Obodówka, o 45 w. od Olhopola, przy torze drogi żel. między Krzyżopolem a Popieluchami. Ma 162 mk., 365 dzies. ziemi włośc. a 1526 dworskiej (z Krzykliwcem). Należała do Sobańskich, dziś do Brzozowskich.] Помилка: {{Lang}}: текст вже має курсивний шрифт (допомога) |

Найкращі землі навколо села належали поміщику Березовському (Бжозовському), який жив у сусідньому селі Попелюхи (нині Яворівка) та мав у володінні 5000 гектарів землі. Іншим великим власником була церква; священник мав у своєму користуванні 40 гектарів землі та 3—4 гектари городу. Панськими землями розпоряджалися управителі, які мали маєтки на Бабиній горі та Уберті під лісом Легойдина. На поміщицьких та церковних землях селяни працювали за 16—20 копійок на день (віл або кінь коштував 1 карбованець). Релігійні свята й неділя були днями відпочинку. Багато селян-бідняків йшли на заробітки в таврійські землі (на Херсонщину) на сім-вісім місяців.
Хати були переважно низькі, вкриті соломою, з маленькими вікнами. Декілька будинків заможних селян відрізнялися більшими розмірами та покриттям жерстю. Промислових підприємств у селі не було, окрім ремесла з випалювання цегли, що була відома своєю міцністю. У селі було два парники — парових млини, де мукомельні жорна працювали за допомогою парових машин, і близько двох десятків млинів-вітряків. Окрім випалювання цегли, населення займалося землеробством, яке було основним зайняттям, та пов'язаними з ним ремеслами: зокрема, була невелика кузня. Значним додатковим джерелом доходу служили візницький промисел та робота на залізничній лінії.
У день чествування місцевої ікони на свято «Іванця» (Різдва Івана Предтечі), що відзначається 24 червня, у церкві Русо-Крикливця проходили відпусти (молитви), на які збиралося багато прочан із навколишніх та дальніх сіл. У селі був пляц (площа), на якому під час відпуст проходив великий ярмарок різноманітних товарів, який тривав до двох тижнів поспіль. За свідченням Никифора Григоріїва, місцевий ярмарок був особливо відомий торгом килимами, які ткали в багатьох місцях Поділля, найбільше — вздовж Дністра. Жителі Крикливця також були відомі тим, що брали участь у навколишніх ярмарках.
- Станіслав Конецпольський (17 століття)
- Юзеф (Йозеф) Любомирський (на 1754 рік)
- Карл Березовський (Бжозовський) (на 1831 рік)
- Іван (Ян) Бжозовський (на 1898 та 1905 роки)

Станом на 1898 та 1905 рік власником Крикливця був Іван (Ян) Бжозовський, син Зенона Бжозовського, який жив у Попелюхах. Усього землі в маєтку було 1123 десятини 591 сажень, зокрема садибної — 23 десятини 2352 сажні, орної — 717 десятин 848 сажнів, лісу — 363 десятини 1760 сажнів і незручної — 18 десятин 431 сажень. Частина маєтку знаходилася в управлінні, частина — в оренді.
Під час революції 1905—1907 років у селі відбувся страйк селян-строковиків, які вимагали покращення умов праці та підвищення заробітної плати. Вони зібралися до економії, що знаходилася на Бабиній горі та біля школи, і домоглися, щоб наймити також припинили роботу. Поміщик частково поступився, і селяни досягли угоди, щоб за вижату копу (60 снопів) платили один карбованець.

### Визвольні змагання
Див. також: Крижопіль § Визвольні змагання
У березні 1918 року Поділля на запрошення уряду УНР зайняли австро-угорські війська. Після встановлення влади гетьмана Скоропадського повернувся поміщик Бжозовський, а активісти — комуністи й комсомольці — були заарештовані. Через село проходила банда Марусі, яка вбила в селі трьох комуністів. У лісах діяли банди Заболотного та Складаного; за відомостями, вони вчинили самосуд над Павлом Завальним, що допомагав «петлюрівцям».
У 1919—1920 роках на території залізничної станції Крижопіль (за 8—10 верст від Крикливця) та на навколишніх землях відбувалися бойові дії між союзницькими військами УНР і Галицької армії та військами РСЧА і ЗСПР. За даними штабу армії УНР від 26 травня 1920 року, через Крикливець проходила лінія фронту, що займали більшовики: річка Вільшанка — Вигода — Крикливці Великі й Малі — Торканівка — Жабокричка — П'ятківка — Богданівка; 25 травня саперами 53-го полку було зруйновано залізничний шлях на висоті Крикливської слободи.
Нижче подані спогади жителів села:

### У складі СРСР

#### Перший радянський період
За більшовицькою класифікацією, населення села за соціальним складом поділялося на бідняків, середняків, заможників (куркулів) та незначний прошарок інтелігенції. Селяни мали у своєму користуванні землю, проте більша її частина належала поміщику та церкві. Після більшовицької революції було розпочато перерозподіл землі. Нижче наведені свідчення сільчан про цей процес:
До більшовицької революції основними формами соціального життя в селі були вечорниці для молоді та годенки для дорослих, де жінки пряли та вишивали, а чоловіки виготовляли вироби з дерева та заліза. Після встановлення радянської влади в попівській хаті та закритих церквах були створені клуби й хати-читальні. У 1918 році у Волосо-Крикливці була створена організація комуністичної партії. Того ж року виникла й комсомольська організація. На початку 1920-х років у Русо-Крикливці був створений комнезам (комітет незаможних селян).

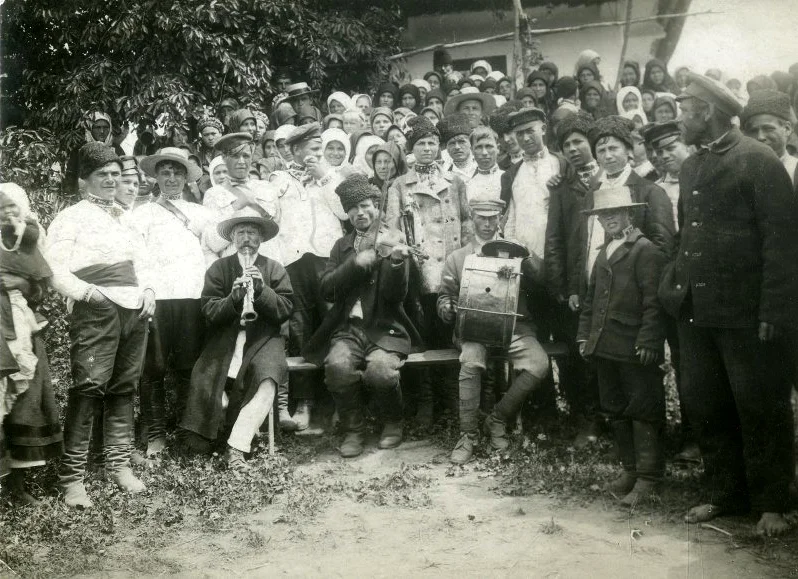
Весілля в Крикливці. Група музикантів та гостей. 1924 рік.
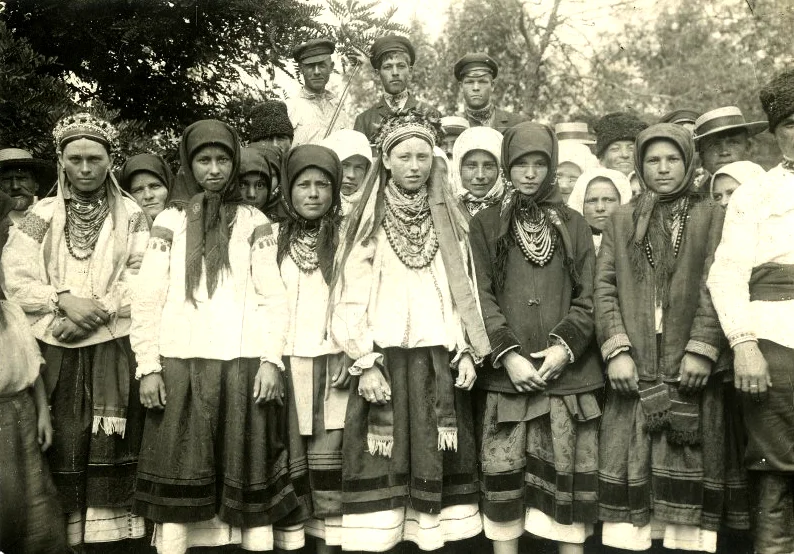
Наречена у весільному вбранні поміж дівчат. 1924 рік.

У травні 1923 року в Крикливці відбувся випадок самосуду, відомий як «кропив'яне весілля». Один із селян звернувся до голови сільської ради Каленика Олянчука з проханням покарати його дружину Євдокію Овсяну (Вівсяну), яка перейшла жити до сусіда Йосипа Миколайчука. За вказівкою голови сільради жінку та сусіда заарештували, привели на сільський сход, примусили роздягнутися і побили кропивою. Після цього жінці наказали повернутися до чоловіка. Проти організаторів «кропив'яного весілля» була порушена кримінальна справа, що завершилася виїзною сесією губсуду.
| Село              | Кількість господарств | Кількість жителів | Площа земель у користуванні (га) |
| ----------------- | --------------------- | ----------------- | -------------------------------- |
| Волосо-Крикливець | 398                   | 1541              | 1226                             |
| Русо-Крикливець   | 404                   | 1366              | 1137                             |
| Іллівка           | 159                   | 699               | 486                              |

##### Колективізація
У 1929 році в селі почали створюватися перші СОЗи (товариства спільної обробки землі), на базі яких надалі організовувалися колгоспи:
- У селі Волосо-Крикливець того ж року було створено два СОЗи: імені Петровського[ком. 5] та імені 1 травня[ком. 6]. У 1930 році СОЗи об'єдналися в один колгосп імені Петровського[ком. 7]. У колгоспі була одна молотарка, яка працювала від парової машини «Кірат», були дерев'яні борони та драпаки.
- У селі Русо-Крикливець у 1929 році було створено бурякове товариство «Спільна праця»[ком. 8]. У 1930 році на основі товариств та СОЗів було організовано два колгоспи — «Провідна зірка»[ком. 9] та імені Косіора[ком. 10]. У 1934 році колгоспи об'єдналися в один колгосп імені Кірова[ком. 11].
- У селі Іллівка в 1929 році було два СОЗи: «Третій вирішальний» та імені Шевченка[ком. 12]. На базі СОЗів у 1930 році було створено два колгоспи. У 1933 році колгоспи об'єдналися в один колгосп імені Шевченка[ком. 13]. Колгосп мав 20 коней та молотарку з двигуном.

Спогад про об'єднання колгоспів у Русо-Крикливці:

##### Голодомор
У травні 1932 року заступник начальника Вінницького обласного відділу Державного політичного управління (ГПУ або ДПУ) повідомляв про виступи жінок чисельністю від 100 до 200 осіб у Волосо-Крикливці, Русо-Крикливці та Іллівці, які прийшли до сільських рад, демонструючи хліб, виготовлений із жолудів, яким їм доводилося харчуватися, і висунули вимоги:
1. Негайно видати хліб для харчування.
2. Провести обшуки в активістів та членів комісій із заготівлі хліба з метою виявлення в них прихованих запасів хліба.
3. Негайно забезпечити їх посівним матеріалом.

За повідомленням, у Волосо-Крикливці натовп жінок прийшов до будинку голови сільської ради, вимагаючи негайно видати хліб і погрожуючи в разі відмови рознести його будинок. У повідомленні також стверджувалось, що у Волосо-Криклівці, Русо-Криклівці та Іллівці тривалий час велася підготовча робота з метою організації виступу для розгрому складів Союзхліба на станції Крижопіль, зокрема, що з Волосо-Крикливця відправлялися делегації до інших сіл, таких як Зеленянка та Красносілка, для координації та підготовки одночасного виступу.
У червні 1933 року в довідці Крижопільського районного комітету колгосп «Петровського» у Волосо-Крикливці зараховувався до «найміцніших» колгоспів, водночас село Волосо-Крикливець відзначалось як одне з «найбільш уражених контрреволюційним елементом». Волосо-Крикливецька сільрада була занесена на «чорну дошку». За спогадами, на рампі в Крижополі зерна було вдосталь, натомість у селі люди помирали від голоду; у колгоспі варили їжу, тоді як ті, хто не працював у колгоспі, залишалися без їжі та вмирали.
Під час організованого радянською владою Голодомору 1932—1933 років померло щонайменше 327 жителів села, зокрема щонайменше 158 людей у Волосо-Крикливці та 100 у Русо-Крикливці. Також померло щонайменше 43 людини в Іллівці.
Нижче подані спогади жителів села:

##### 1930-ті
У 1930-х роках члени колгоспів отримували по 4—5 кг хліба на трудодень. У Крикливці діяла 7-річна школа, будівлю для якої було побудовано в 1920 році з матеріалів господарських будівель розкуркулених селян. В Іллівці працювала хата-читальня та бібліотека.

#### Друга світова війна
Під час Другої світової війни, з 22 липня 1941 року, Волосо-Крикливець, Русо-Крикливець та Іллівка були окуповані румунськими військами (гірським корпусом 3-ї румунської армії) та згодом включені до губернаторства Трансністрія, що знаходилося під тимчасовою румунською цивільною управою.
16 березня 1944 року Волосо-Крикливець та Русо-Крикливець були зайняті радянськими військами (303-ю стрілецькою дивізією 73-го стрілецького корпусу 52-ї армії 2-го Українського фронту), 17 березня ними ж було зайнято село Іллівка. У 1967 році в Крикливці було відкрито пам'ятник 240 воїнам-односельцям, загиблим на фронтах війни.

#### Другий радянський період
Станом на 1972 рік у Крикливці містився колгосп імені Кірова, в користуванні якого було 3844 гектари землі, зокрема 2818 гектарів орної землі. Вирощували озиму пшеницю, цукрові буряки, кукурудзу. Також було розвинене м'ясо-молочне тваринництво. У селі діяли середня школа, будинок культури, бібліотека. Видавалася колгоспна газета «Кіровець».

## Освіта

### XIX— початок XX століття
Учні в школі почали займатися вже на початку XIX століття. У 1822 році вже була напрацьована система професійної підготовки вчителів для Подільської губернії в Краківському (Ягеллонському) та Віленському (Вільнюському) університетах. Випускники університетів, як правило, працювали в учительських гімназіях. Так, Немирівську гімназію закінчив у 1880-х роках Павло Якубович, який працював учителем у Крикливці. У Крижопільському районі, який на той час був частиною Ольгопільського повіту, гімназій не було. Однокласні сільські народні училища діяли в семи селах — Гарячківці, Жабокричі, Крикливці. Кошти на утримання школи виділяла громада. На утримання училища в селі Крикливець сільська громада виділяла 377 рублів на рік. При Крикливецькому училищі було 2,5 десятини землі.
У Русо-Крикливці з 1889 року було училище Міністерства народної освіти, з 1897 року — школа грамоти для дівчат, яка розміщувалася в церковному приміщенні. Там же й жив псаломщик, який, окрім навчання грамоти, навчав дівчаток церковному співу. Дівчатка, що навчалися тут, були відомі своїми здібностями й займали перші місця зі співів у Подільській єпархії. У парафії Волосо-Крикливця було три школи: у Волосо-Крикливці — міністерська з 1889 року і для дівчаток з 1897 року; в Іллівці — школа грамоти з 1896 року, що розміщувалася у власній будівлі.
Школи Міністерства освіти не мали свого приміщення, тому містилися в приватних будинках. Заняття були безплатними та проводилися лише російською мовою. Класи були комбінованими — усі три класи містилися в одній кімнаті. За свідченням Никифора Семеновича Колодія, вчитель мав право бити учня за непослух або погану поведінку на уроці. Учням заборонялося бути присутніми на весіллях та інших урочистостях, де було багато дорослих та розливалася горілка. До школи приймали дітей у 8 років.
Інформація, подана у виданні «Начальное образование въ Подольской губерніи, 1908—1909 уч. год»:
|  | Крикливець — Загальне число жителів: 3218 православних, інших націй немає. У Русо-Крикливці однокласна міністерська школа, де навчається 75 хлопчиків і 22 дівчинки. Число дітей шкільного віку — 322. Навчанням охоплено 30,1 %. У Волосо-Крикливці хлопчиків 13, дівчаток 10, відмовлень у прийомі не було, дітей шкільного віку 155. Навчанням охоплено 20 %. В Іллівці хлопчиків 23, дівчаток 6, число дітей шкільного віку 54. Навчанням охоплено 53 %, відмовлень не було. |

### 2024 рік
Станом на 2024 рік у Крикливці діяли:
- Заклад дошкільної освіти села Крикливець (15 дітей)[61];
- Крикливецька філія ліцею № 1 селища Крижопіль (53 учні)[62].

## Церква
Першим відомим храмом у Крикливці був дерев'яний храм на честь Введення Пресвятої Богородиці, збудований у 1750 році.

### Церква в Русо-Крикливці
У 1823 році на кошти парафіян замість згорілої дерев'яної церкви було побудовано новий храм. Храм був кам'яний, у вигляді хреста. У 1870 році до храму було добудовано цегляну дзвіницю. Раніше при ньому існувала дерев'яна дзвіниця, що уціліла після пожежі, за якої згорів попередній храм. Іконостас у храмі був триярусним, вартістю 3000 рублів, влаштований також на кошти парафіян. Над царськими вратами в іконостасі знаходилась ікона Божої Матері. За переказами, ця ікона була єдиною врятованою під час пожежі в попередній церкві. У день чествування місцевої ікони на свято «Іванця» (Різдва Івана Предтечі) 24 червня в церкві проходили відпусти, на які збиралося багато прочан із навколишніх та дальніх сіл.
За даними на 1901 рік, у парафії було 883 чоловіки та 695 жінок православних парафіян. Церковної землі в парафії Русо-Крикливця було 37 десятин 187 сажнів, зокрема садибної — 2 десятини 1830 сажнів, орної — 30 десятин 1423 сажні, сінокісної — 2 десятини 2025 сажнів, незручної — 2109 сажнів. Причтові будівлі на церковному подвір'ї були дерев'яні, збудовані на кошти парафіян і «Церковно-приходского Попечительства в сторону Запада и Юга». У давнину на південному схилі від храму існувало сільське кладовище, яке пізніше було перенесено за село, за пів версти від храму на північний захід. Там же поруч було збудовано училище.
Церква діяла до 1935 року. Її було закрито в 1937 році та переобладнано під клуб. За свідченнями односельців, церкву було знову відкрито в 1941 році на початку німецько-румунської окупації. Вдруге церква була закрита в 1962 році та надалі використовувалася як зерносклад. Пізніше було зроблено ремонт, і в 1985 році в приміщенні розмістився музей села. Реставрацію церкви було здійснено в 1991 році. У 1993 році встановили іконостас та всі ікони, тоді ж побудували цегляні куполи.
На час закриття церкви там була церковна утвар (начиння). Зокрема, золоту чашу для причастя, золоті, срібні та бронзові вінці для вінчання молодих та золотий хрест було вивезено до районного центру — Крижополя. Закривав церкву голова сільської ради Псенюк. Хрести із церкви знімав Володимир Лисак, якому запропонували це зробити, щоб уникнути засудження на два роки позбавлення волі за спекуляцію.

### Церква у Волосо-Крикливці
У 1873 році в парафії Волосо-Крикливця, з благословення архієпископа подільського Леонтія, на кошти парафіян було збудовано дерев'яний храм, висвячений на честь Казанської ікони Божої Матері. Щорічно 24 червня, у день Різдва Івана Предтечі, у храмі Волосо-Крикливця відбувались особливе моління та хресний хід із нагоди відпусти в Русо-Крикливці.
За даними на 1901 рік, у парафії був 991 чоловік та 946 жінок православних парафіян. Церква володіла 42 десятинами 297 сажнями землі, включаючи садибу разом із погостом — 3 десятини, під двома кладовищами — 2 десятини, орної землі — 37 десятин 297 сажнів. Для причту були збудовані будинок для священника, зведений у 1879 році на кошти парафіян, а також службові будівлі та будинок для псаломщика зі службами, зведені на кошти поміщика в 1886 році.

## Населення

### Чисельність
- За даними на 1865 рік, у Крикливці був 251 двір та 1923 жителі[66].
- За даними на 1885 рік, у Крикливці було 239 дворів та 2280 жителів[14].
- За даними на 1893 рік, у Крикливці було 479 дворів та 2366 жителів[15].
- За переписом 1897 року в Крикливці було 2707 жителів[67].
- За даними на 1905 рік, у Крикливці було 599 дворів та 2697 жителів[16].
- За даними на 1925 рік, у Волосо-Крикливці було 398 господарств та 1541 житель, у Русо-Крикливці — 404 господарства та 1366 жителів[18].
- За даними на 1972 рік, населення Крикливця становило 1979 жителів[55].
- За переписом 1989 року постійне населення Крикливця становило 1336 жителів. Наявне населення становило 1318 жителів[68].
- За переписом 2001 року постійне населення Крикливця становило 1139 жителів. Наявне населення становило 1129 жителів[69][70].
- За даними на 1 січня 2024 року, населення Крикливця становило 801 житель[1].

|         | 1865 рік | 1885 рік | 1893 рік | 1897 рік | 1905 рік | 1925 рік | 1972 рік | 1989 рік | 2001 рік | 2024 рік |
| ------- | -------- | -------- | -------- | -------- | -------- | -------- | -------- | -------- | -------- | -------- |
| Жителів | 1923     | 2280     | 2366     | 2707     | 2697     | 2907     | 1979     | 1336     | 1139     | 801      |
| Дворів  | 251      | 239      | 479      | —        | 599      | 802      | —        | —        | —        | —        |

### За статтю та віком
- За переписом 1897 року в Крикливці серед 2707 жителів було 1333 чоловіки (49,24 %) та 1374 жінки (50,76 %)[67].
- За переписом 1989 року в Крикливці серед 1336 жителів постійного населення було 548 чоловіків (41,01 %) та 788 жінок (58,98 %). Серед 1318 жителів наявного населення було 545 чоловіків (41,35 %) та 773 жінки (58,65 %)[68].
- За даними на 2024 рік, у Крикливці серед 801 жителя було зареєстровано 329 чоловіків (41,07 %; з них 30 чоловіків 18—26 років та 219 чоловіків 27—59 років), 370 жінок (46,19 %), 70 дітей до 14 років (8,74 %) і 30 дітей 14—17 років (3,75 %)[1].

| Зареєстровано всього | Чоловіків | Чоловіків | Чоловіків | Чоловіків | Жінок | Жінок | Дітей до 14 років | Дітей до 14 років | Дітей 14—17 років | Дітей 14—17 років |
| Зареєстровано всього | Всього    | %         | 18—26     | 27—59     | осіб  | %     | осіб              | %                 | осіб              | %                 |
| -------------------- | --------- | --------- | --------- | --------- | ----- | ----- | ----------------- | ----------------- | ----------------- | ----------------- |
| 801                  | 329       | 41        | 30        | 219       | 370   | 46    | 70                | 9                 | 30                | 4                 |

### За мовою
- За переписом 2001 року в Крикливці серед 1139 жителів постійного населення 1131 людина (98,30 %) вказали рідною мовою українську, 7 людей (0,61 %) — російську, 1 людина (0,09 %) — молдовську[69][71].

| Мова       | Кількість | Відсоток |
| ---------- | --------- | -------- |
| українська | 1131      | 98,30 %  |
| російська  | 7         | 0,61 %   |
| молдовська | 1         | 0,09 %   |
| Усього     | 1139      | 100 %    |

### За релігією
- За переписом 1897 року в Крикливці серед 2707 жителів було 2699 православних (99,70 %)[67].
- За даними на 1901 рік, у парафії Волосо-Крикливця був 991 чоловік та 946 жінок православних українців, також було кілька католиків і євреїв[42]. У парафії Русо-Крикливця було 883 чоловіки та 695 жінок православних парафіян[43].

## Економіка
Станом на 2024 рік у Крикливці було зареєстровано 2 фермерських господарства.

## Медицина
Станом на 2021 рік у Крикливці діяла амбулаторія загальної практики—сімейної медицини в складі Крижопільського центру первинної медико-санітарної допомоги.

## Місцева говірка
Особливості місцевої говірки:

### Фонетика
- Звук [и] наближений до [е], а під наголосом дає дифтонг [ие]: гриби [грие'бие], ходила [хо'диела].
- Твердий [ч].
- Випадіння [о] у корені хот-: хтів, хтіла = хотів, хотіла.
- Наголос у майбутньому часі дієслова бути зазвичай падає на другий склад: буду́, буде́ш, буде́, буду́т.

### Морфологія
- Кореневий приголосний звук першої особи однини дієслів не зазнає чергування: косю, возю, котю, ходю = кошу, вожу, кочу, хожу.
- Закінчення дієслів у наказовому способі другої особи множини та в дійсному способі в третій особі часто має твердий [т]: йдіт!, (він) ходит, (вони) глядят (= шукають).
- Місцевий відмінок іменників чоловічого роду однини здебільшого має закінчення -ові: на столові, у хлівові. Широко вживається кличний відмінок.
- Давальний відмінок іменників чоловічого й середнього (тільки четвертої відміни) роду однини здебільшого має закінчення -ові: дам котові, поросьові.

### Лексика

#### Діалектизми
- Все (усе) = завжди
- Неділя = тиждень; неділя
- Глядіти = шукати
- Бараболя = картопля
- А шо ж! = стверджувальна відповідь (Саме так! Авжеж!)
- Губи = гриби
- Ондо (ондого) = он там (з підсиленням)
- Осьдо (осьдого) = ось тут (з підсиленням)
- Осьо (осьосьо) = ось тут (з підсиленням)
- Най = хай, нехай
- Не по-руськи (щось робити) = не зрозуміло, не зрозумілим способом
- Мурувати, вимурувати = будувати, побудувати
- Ізів = з'їв
- Болото = бруд (наприклад, «У тебе всі штани в болоті»)
- Керниця = криниця
- Робити = працювати
- Клоп́атий = крупний, великий (про фрукти): клопаті вишні
- Відки = звідки
- Відти = звідти
- Покласти (чай; будильник; годинник) = поставити (чай); навести (будильник); одягти (годинник)
- Теперо = щойно, тільки що

#### Русизми
- Строїти = будувати
- Стірати (стирати) = прати
- Всігда (всіґда) = завжди
- Государствений = державний
- Вобше = взагалі

## Пам'ятки

### Пам'ятки археології
- Два поселення черняхівської культури 3—4 століть н. е. Відкриті у 2003 році М. В. Потупчиком. Пам'ятки археології місцевого значення Вінницької області[24].
- Городище 9—13 століття, розташоване на південний схід від села. Об'єкт культурної спадщини національного значення, пам'ятка археології[25].

### Пам'ятки історії
- Пам'ятка «Пам'ятник 240 воїнам — односельчанам, загиблим на фронтах ВВВ». Встановлено в 1967 році. Пам'ятка історії місцевого значення[54].

## Відомі люди
- Ян Засідатель (Соколенко Іван Петрович) (1833—1893) — художник-портретист. Народився в Крикливці.
- Сміщук Роман Семенович (1900—1969) — учасник німецько-радянської війни, Герой Радянського Союзу, піхотинець, старшина. Народився у Волосо-Крикливці.
- Добрянський Анатолій Миколайович (1935—2003) — поет, літературознавець, мистецтвознавець, педагог, перекладач, громадський діяч. Народився у Волосо-Крикливці.
- Завальний Микола Якович (нар. 1947) — письменник, журналіст, агроном-селекціонер. Народився в Крикливці.
- Мовчан Іван Михайлович (нар. 1964) — бізнесмен і політик, колишній голова Вінницької обласної державної адміністрації. Народився в Крикливці.
- Тимчик Олександр Васильович (нар. 1997) — футболіст, правий захисник київського «Динамо» та збірної України. Народився в Крикливці.
- Кицюк Олег Іванович (нар. 1998) — вчитель біології в селі Заболотне, згодом військовослужбовець, учасник боїв на Донецькому напрямку. Житель села Крикливець. У 2024 році нагороджений нагрудним знаком «Золотий хрест» Головнокомандувача Збройних сил України[74].

### Військовослужбовці, які загинули під час російсько-української війни
- Кришталевич Сергій Петрович (1979—2022) — солдат, номер обслуги 2-го взводу 4-ї роти 2-го механізованого батальйону 115-ї бригади. Житель Крикливця. Загинув 23 травня 2022 року під час виконання бойового завдання в місті Сєвєродонецьк (Сіверськодонецьк) Луганської області. Нагороджений орденом «За мужність» III ступеня посмертно[75][76].
- Куций Сергій Володимирович (1995—2023) — молодший сержант, командир відділення інженерно-саперного взводу 2-го механізованого батальйону 72-ї окремої механізованої бригади. Уродженець села Крикливець. Загинув 2 липня 2023 року під час виконання бойового завдання поблизу населеного пункту Водяне Волноваського району Донецької області. Похований у Білій Церкві. Нагороджений орденом «За мужність» III ступеня посмертно[75][77].
- Дятлюк Юрій Юрійович (1988—2023) — розвідник–сапер розвідувального відділення розвідувального взводу аеромобільного батальйону, з травня 2023 року — старший сапер інженерно-саперного взводу аеромобільного батальйону 95-ї окремої десантно-штурмової бригади. Уродженець села Крикливець, житель міста Вінниця. Загинув 3 серпня 2023 року під час виконання бойового завдання поблизу міста Мар'їнка Донецької області внаслідок артилерійського обстрілу. Нагороджений орденом «За мужність» III ступеня посмертно[75][78].
- Довгань Анатолій Анатолійович (1981—2024) — стрілець-помічник 3-го механізованого відділення 2-го механізованого взводу 4-ї механізованої роти 2-го механізованого батальйону 47-ї окремої механізованої бригади. Житель Крикливця. Загинув 28 листопада 2024 року під час виконання бойового завдання в районі населеного пункту Новоіванівка Суджанського району Курської області[75][79].